# Eberhard von der Mark
Eberhard von der Mark, noto anche come Érard de la Marck o Erardo della Marca (Sedan, 31 maggio 1472 – Liegi, 27 febbraio 1538), è stato un cardinale e vescovo cattolico tedesco.

## Biografia
Figlio terzogenito di Robert von der Mark, signore di Arenberg e Sedan e duca di Bouillon e di Jeanne de Marley, signora di Saulcy.
Studiò all'università di Colonia a partire dal settembre 1485 e ottenne una licenza.
Nel 1483 fu nominato canonico del capitolo della cattedrale di Liegi; nel 1484 canonico della cattedrale di Treviri.
Nel 1497 si recò a Roma, dove fu nominato protonotario apostolico. In seguito accumulò diversi benefici: canonico della cattedrale di Tours, priore commendatario del monastero benedettino di san Marcello a Chalon-sur-Saône, rettore della parrocchiale di Lenduyc nell'arcidiocesi di Reims, priore di Notre-Dame di Cunault nella diocesi di Angers.
Nel 1505 fu inviato da Luigi XII presso l'imperatore Massimiliano I come ambasciatore; in seguito accompagnò lo stesso re nelle spedizioni contro Genova.
Il 25 febbraio 1506 fu eletto vescovo di Liegi ed occupò la sede fino alla morte. Nonostante tutti i benefici accumulati non era ancora stato ordinato. Il 13 maggio 1506 fu ordinato diacono e presbitero. Il 17 dello stesso mese fu consacrato vescovo da Libert von Broechem, vescovo titolare di Beirut.
Il 5 novembre 1507 il capitolo di Chartres lo elesse vescovo all'unanimità; rassegnerà le dimissioni il 29 marzo 1525.
Nel 1509 cambiò alleanze passando dalla Francia all'Impero e il 22 aprile ottenne l'investitura come principe. Nel 1518 con un contratto rese Liegi un protettorato degli Asburgo, scontrandosi con le proteste olandesi. Quando l'imperatore concesse alla città ampi privilegi, come il trasferimento della corte d'appello da Spira, la protesta cessò.
Nel 1519 fu nominato amministratore apostolico della diocesi di Valencia; tuttavia, non fece mai visita alla diocesi, che governava per mezzo di vescovi ausiliari.
Papa Leone X lo elevò al rango di cardinale su richiesta di Carlo V nel concistoro del 9 agosto 1520. Il 5 gennaio 1521 ricevette il titolo di San Crisogono.
Impose all'università di Lione di condannare le tesi di Lutero e fu il primo vescovo dell'Impero a dare seguito alla bolla Exsurge Domine che lo scomunicava.
Dopo la sua creazione a cardinale, il fratello Robert si schierò sotto la protezione del re di Francia e mosse guerra all'Impero, cui Eberhard rimase fedele.
Non prese parte a nessun conclave.
Nel 1537 ospitò con grande sfarzo il cardinale Reginald Pole, che era braccato dai sicari di Enrico VIII.
Costruì a Liegi uno splendido palazzo episcopale e restaurò la cattedrale. Emanò leggi severe contro i criminali e i vagabondi del Principato.
Morì il 27 febbraio 1538 e fu sepolto in una magnifica tomba che si era fatto costruire al centro del coro della cattedrale di Liegi. Questa tomba fu distrutta dalla Rivoluzione francese e dal 1811 i suoi resti riposano nella chiesa di san Paolo a Liegi.

## Genealogia episcopale e successione apostolica
La genealogia episcopale è:
- Vescovo Libert von Broechem, O.F.M.
- Cardinale Eberhard von der Mark

La successione apostolica è:
- Arcivescovo Philipp von Daun-Oberstein (1509)
- Vescovo Philippe de Bourgogne (1518)

## Ascendenza
|                       |                |                           | Genitori                   |  |  | Nonni |  |  | Bisnonni                  |  |  | Trisnonni                |  |
|                       |                |                           |                            |  |  |       |  |  | Eberhard II von der Marck |  |  | Eberhard I von der Marck |  |
|                       |                |                           |                            |  |  |       |  |  | Eberhard II von der Marck |  |  | Eberhard I von der Marck |  |
|                       |                | Marie van Loon            |                            |  |  |       |  |  | Eberhard II von der Marck |  |  |                          |  |
| Johann I von der Mark |                |                           |                            |  |  |       |  |  | Eberhard II von der Marck |  |  |                          |  |
|                       |                | Marie de Braquemont       | Guillaume de Bracquemont   |  |  |       |  |  |                           |  |  |                          |  |
|                       |                | Marie de Braquemont       | Guillaume de Bracquemont   |  |  |       |  |  |                           |  |  |                          |  |
|                       |                | Marie de Braquemont       | Marie de Campremy          |  |  |       |  |  |                           |  |  |                          |  |
| Robert I von der Mark |                | Marie de Braquemont       |                            |  |  |       |  |  |                           |  |  |                          |  |
|                       |                | Ruprecht IV von Virneburg | Adolf von Virneburg        |  |  |       |  |  |                           |  |  |                          |  |
|                       |                | Ruprecht IV von Virneburg | Adolf von Virneburg        |  |  |       |  |  |                           |  |  |                          |  |
|                       |                | Ruprecht IV von Virneburg | Jutta I van Randerode      |  |  |       |  |  |                           |  |  |                          |  |
| Anna von Virneburg    |                | Ruprecht IV von Virneburg |                            |  |  |       |  |  |                           |  |  |                          |  |
|                       |                | Agnes von Solms-Braunfels | Otto I von Solms-Braunfels |  |  |       |  |  |                           |  |  |                          |  |
|                       |                | Agnes von Solms-Braunfels | Otto I von Solms-Braunfels |  |  |       |  |  |                           |  |  |                          |  |
|                       |                | Agnes von Solms-Braunfels | Agnes von Falkenstein      |  |  |       |  |  |                           |  |  |                          |  |
| Eberhard von der Mark |                | Agnes von Solms-Braunfels |                            |  |  |       |  |  |                           |  |  |                          |  |
|                       | Jean de Marley | …                         |                            |  |  |       |  |  |                           |  |  |                          |  |
|                       | Jean de Marley | …                         |                            |  |  |       |  |  |                           |  |  |                          |  |
|                       | Jean de Marley | …                         |                            |  |  |       |  |  |                           |  |  |                          |  |
| Collart de Marley     | Jean de Marley |                           |                            |  |  |       |  |  |                           |  |  |                          |  |
|                       |                | Jeanne de Lenoncourt      | Colart de Lenoncourt       |  |  |       |  |  |                           |  |  |                          |  |
|                       |                | Jeanne de Lenoncourt      | Colart de Lenoncourt       |  |  |       |  |  |                           |  |  |                          |  |
|                       |                | Jeanne de Lenoncourt      | Lise de Florange           |  |  |       |  |  |                           |  |  |                          |  |
| Jeanne de Marley,     |                | Jeanne de Lenoncourt      |                            |  |  |       |  |  |                           |  |  |                          |  |
|                       |                | Erard II du Châtelet      | Renaud du Châtelet         |  |  |       |  |  |                           |  |  |                          |  |
|                       |                | Erard II du Châtelet      | Renaud du Châtelet         |  |  |       |  |  |                           |  |  |                          |  |
|                       |                | Erard II du Châtelet      | Jeanne de Chauffour        |  |  |       |  |  |                           |  |  |                          |  |
| Odette du Châtelet    |                | Erard II du Châtelet      |                            |  |  |       |  |  |                           |  |  |                          |  |
|                       |                | Alix de Saint-Eulien      | Yves de Saint-Eulien       |  |  |       |  |  |                           |  |  |                          |  |
|                       |                | Alix de Saint-Eulien      | Yves de Saint-Eulien       |  |  |       |  |  |                           |  |  |                          |  |
|                       |                | Alix de Saint-Eulien      | Agnès de Saint-Amand       |  |  |       |  |  |                           |  |  |                          |  |
|                       |                | Alix de Saint-Eulien      |                            |  |  |       |  |  |                           |  |  |                          |  |